# San-Gavino-di-Tenda
San-Gavino-di-Tenda (en idioma corso San Gavinu di Tenda) es una comuna y población de Francia, en la región de Córcega, departamento de Alta Córcega.
Su población en el censo de 1999 era de 56 habitantes.

## Demografía
| 54 | 97 | 86 | 70 | 47 | 56 |
| Para los censos de 1962 a 1999 la población legal corresponde a la población sin duplicidades (Fuente: INSEE [Consultar]) |    |    |    |    |    |

- Datos: Q245697
- Multimedia: San-Gavino-di-Tenda / Q245697

1. ↑  Worldpostalcodes.org, código postal n.º 20246.
2. ↑  INSEE, Datos de población para el año 2012 de San-Gavino-di-Tenda (en francés).